# Risoluzione 789 del Consiglio di sicurezza delle Nazioni Unite
La risoluzione 789 del Consiglio di sicurezza delle Nazioni Unite, adottata all'unanimità il 25 novembre 1992, dopo aver riaffermato le risoluzioni su Cipro tra le quali la 365 (1974), la 367 (1975), la 541 (1983), la 550 (1984) e la 774 (1992) e preso atto di una relazione del Segretario generale, ha esortato tutti gli interessati ad attuare una serie di misure volte a rafforzare la fiducia.
Il Consiglio ha riaffermato la sua approvazione del "set di idee" e che il corrente status quo non fosse accettabile. Ha inoltre invitato la parte turca, alla quale aveva attribuito il fallimento delle discussioni, ad adottare posizioni coerenti con il Set di idee.
Dopo aver accolto con favore le dichiarazioni di entrambe le parti che si sarebbero riunite nuovamente nel marzo 1993, il Consiglio ha introdotto una serie di misure volte a promuovere la fiducia reciproca. Le proposte comprendevano:
(a) Ridurre il numero di truppe straniere nella Repubblica di Cipro insieme a una riduzione delle spese per la difesa;
(b) Esortare entrambe le parti a cooperare con la Forza di pace delle Nazioni Unite a Cipro (UNFICYP) per estendere l'accordo presidiato del 1989;
(c) Estendere il controllo dell'UNFICYP per includere Varosha;
(d) Promuovere il contatto interpersonale tra le due comunità riducendo le restrizioni nella zona cuscinetto delle Nazioni Unite;
(e) Ridurre le restrizioni sui visitatori stranieri che attraversano la Zona cuscinetto;
(f) Impegno di entrambe le parti a proporre progetti bicomunitari e di condurre un censimento a livello di Cipro;
(g) Conduzione da parte di entrambe le parti di studi di fattibilità riguardanti il reinsediamento e la riabilitazione delle persone che sarebbero interessate dagli adeguamenti territoriali e in connessione con un programma di sviluppo economico;
Ha quindi chiesto al Segretario generale Boutros Boutros-Ghali di dare seguito all'attuazione delle misure di cui sopra, comprese le proposte per rendere più efficace il processo negoziale e per mantenere i contatti con il Consiglio di sicurezza sulla questione. Al termine delle riunioni del marzo 1993, la risoluzione ha richiesto a Boutros-Ghali di presentare una relazione sulle riunioni congiunte.